# Ilha Powell

Mapa das Órcades do Sul.

A ilha Powell é uma ilha de la Antártida, em 60° 41′ S, 45° 03′ O, entre as ilhas Coroação e a Laurie na parte central do arquipélago das ilhas Órcades do Sul. Larga e estreita, tem aproximadamente 7 milhas de comprimento por 2 milhas de largura.
Descoberta em Dezembro de 1821, no curso de uma viagem conjunta do capitão Nathaniel Palmer, um marinheiro estado-unidense, e do capitão George Powell, britânico. Foi cartografada correctamente, embora sem nome, no mapa de Powell publicado em 1822. Recebeu o seu nome em homenagem ao capitão Powell num mapa do Almirantado Britânico de 1839.

## Reclamações territoriais
A Argentina inclui a ilha no Departamento das Ilhas do Atlântico Sul na Província da Terra do Fogo, Antártida e Ilhas do Atlântico Sul e o Reino Unido inclui-a no Território Antártico Britânico, embora ambas as reclamações estejam suspensas em virtude do Tratado Antártico.